# Apagomerina faceta
Apagomerina faceta är en skalbaggsart som beskrevs av Martins och Maria Helena M. Galileo 2007. Apagomerina faceta ingår i släktet Apagomerina och familjen långhorningar. Inga underarter finns listade i Catalogue of Life.